# Gennadij Padalka
Gennadij Ivanovič Padalka (in russo Гeннадий Иванович Падалка?; Krasnodar, 21 giugno 1958) è un cosmonauta russo.

## Biografia
Padalka è nato nell'Unione delle Repubbliche Socialiste Sovietiche nella Repubblica Socialista Sovietica Federata Russa (oggi Russia), è sposato con Irina Anatol'evna Ponomareva ed ha tre figlie: Julija, Ekaterina e Sonja; gli piacciono il teatro, il paracadutismo sportivo ed i tuffi. È stato un pilota dell'aviazione russa; durante la sua carriera militare ha collezionato oltre 1.500 ore di volo su 6 diversi tipi di aerei. Nel 1989 è stato selezionato come cosmonauta ed ha seguito l'addestramento basilare tra il giugno 1989 ed il gennaio 1991. Fino al 1994 ha lavorato come ingegnere ecologista per l'UNESCO.
Dal 28 agosto 1996 al 30 luglio 1997 ha seguito l'addestramento per volare con i velivoli Sojuz come comandante per il rientro sulla Terra. Dall'ottobre 1997 all'agosto 1998 ha seguito l'addestramento come comandante per le missioni di attracco alla stazione spaziale russa Mir. Il 13 agosto 1998 è partito verso la Mir con la missione Sojuz TM-28 ed ha trascorso più di 198 giorni nello spazio rientrando il 28 febbraio 1999. 
Dal giugno 1999 al luglio 2000 Padalka ha seguito l'addestramento come comandante di una missione Sojuz diretta verso la Stazione spaziale internazionale. Nel marzo 2002 è stato scelto come comandante della Expedition 9. L'equipaggio è stato lanciato dal cosmodromo di Baikonur il 19 aprile 2004 con la missione Sojuz TMA-4 ed è rientrato il 24 ottobre 2004. Nel corso della missione Padalka ed il suo compagno di viaggio Fincke hanno effettuato quattro passeggiate spaziali per un totale di 15 ore, 45 minuti e 22 secondi.
Nel 2009 è tornato sulla stazione Spaziale Internazionale, prendendo il comando delle missioni Expedition 19 e Expedition 20. Nel 2015 è nuovamente ritornato nello spazio con la Sojuz TMA-16M per le missioni Expedition 43 e Expedition 44.
Il 30 giugno 2015, nel corso della missione Expedition 44, e arrivato all'803esimo giorno trascorso  nello spazio, record di permanenza per qualsiasi essere umano.